# Municipio de Prescott (Minnesota)
El municipio de Prescott (en inglés: Prescott Township) es un municipio ubicado en el condado de Faribault en el estado estadounidense de Minnesota. En el año 2010 tenía una población de 163 habitantes y una densidad poblacional de 1,74 personas por km².

## Geografía
El municipio de Prescott se encuentra ubicado en las coordenadas 43°43′14″N 94°4′22″O / 43.72056, -94.07278. Según la Oficina del Censo de los Estados Unidos, el municipio tiene una superficie total de 93.45 km², de la cual 92,84 km² corresponden a tierra firme y (0,66 %) 0,62 km² es agua.

## Demografía
Según el censo de 2010, había 163 personas residiendo en el municipio de Prescott. La densidad de población era de 1,74 hab./km². De los 163 habitantes, el municipio de Prescott estaba compuesto por el 98,16 % blancos, el 1,84 % eran de otras razas. Del total de la población el 1,84 % eran hispanos o latinos de cualquier raza.